# 硫化アンモニウム
硫化アンモニウム（りゅうかアンモニウム、ammonium sulfide）は化学式 (NH4)2S で表されるアンモニアの硫化物である。
無色の液体、水に易溶、エタノールに可溶、ジエチルエーテルに不溶。

## 性質
水に易溶、エタノールに可溶、エーテルに不溶。アンモニアおよび硫化水素の臭気がある。強い塩基性があり、重金属と反応して硫化物の沈殿を生ずるので、重金属の定性分析に使用される。酸を加えると硫黄と硫化水素に分解する。

## 生成
7-10％のアンモニア水を二分し、一方に硫化水素を飽和して硫化水素アンモニウム（NH4HS）とし、これを残る半分に加え、この溶液を-18℃に冷却すると無色針状結晶として析出するが、常にNH4HSを含む。
水に易溶。きわめて分解しやすく、アンモニアと硫化水素の臭がする。